# Kreuzbergpass
Der Kreuzbergpass (kurz Kreuzberg; italienisch Passo di Monte Croce di Comélico, kurz: Passo Monte Croce) ist ein in der Nähe von Sexten (Italien) gelegener Alpenpass zwischen Südtirol und Venetien (Provinz Belluno). Er verbindet das Sextental mit dem Cadore, hat eine Höhe von 1636 m und bildet die Wasserscheide zwischen dem Sextner Bach und dem Padola. Im Osten wird er vom Karnischen Hauptkamm überragt. Im Westen erheben sich die Dolomiten, genauer die Sextner Dolomiten. Der Südtiroler Anteil der Sextner Dolomiten ist größtenteils im Naturpark Drei Zinnen unter Schutz gestellt, der am Kreuzbergpass seinen östlichsten Punkt findet. Für den Kraftverkehr erschlossen ist der Pass durch die SS 52.

## Geschichte

### Römerzeit
Der Kreuzbergpass, ein leicht zu überwindender breiter Sattel, gehört zu den Übergängen, die schon seit alters her rege genutzt wurden. Die Römer folgten dieser alten Tradition und bauten im ersten nachchristlichen Jahrhundert eine dem Piave folgende Straße über den Kreuzbergpass, die über das Pustertal auf die Brennerstraße traf. Es war dies eine zweite Via Claudia Augusta, die zur Unterscheidung von der weiter westlich über den Reschen verlaufenden Straße gleichen Namens auch „Via Claudia Augusta Altinate“ genannt wurde. Diesen Zusatz erhielt sie von ihrem Ausgangsort Altino. Die Via Claudia Augusta des Reschenpasses hingegen erhielt den Zusatz „Padana“, nach ihrem Anfangsort Hostilia in der lateinisch Padana genannten Poebene.
Für gut zwei Jahrhunderte floss nahezu der gesamte Verkehr, der den Alpenhauptkamm am Brenner überquerte, vorab über den Kreuzbergpass. Beim heutigen Innichen, wo sich eine Straßenstation befand, zweigte ein Teil des Verkehrs auch in Richtung Osten ab, zu einem der vielen Tauernpässe hin. Die durchgehende Brennerroute war erst in voller Länge nutzbar, als ein Weg durch die Eisackschlucht geschlagen war. Die Kreuzbergstraße behielt dennoch einen Großteil ihrer alten Bedeutung, zumal sie auch weiterhin eine ideale Verbindung zu den Tauernpässen herstellte. Belegt ist dies durch zahlreiche Funde von Münzen und anderen Kulturartefakten aus römischer Zeit entlang des gesicherten bzw. vermuteten Verlaufs der römischen Kreuzbergstraße.

### Mittelalter
Im Mittelalter änderte sich daran nur wenig. Im Gegenteil, als die Straße durch die Eisackschlucht nach Abzug der Römer nicht mehr nutzbar war, erhielt der Kreuzbergpass bis zum Wiederaufbau der Eisackstraße seine alte Bedeutung als wichtigster Zugang zum Brenner wieder. Als am Ende des Mittelalters die Brennerroute wieder in voller Länge genutzt werden konnte, schadete dies dem Kreuzberg nicht, denn just in dieser Zeit wurden die Pässe der Tauern für den Saumverkehr erschlossen und rege begangen. Als zum Ende des 18. Jahrhunderts der Saumverkehr über die Tauern niederging, betraf dies wohl auch den Kreuzbergpass, über den in dieser Zeit ein mit kleinen Wagen befahrbarer Saumweg führte.

### Neuzeit
Die moderne Straße über den Kreuzbergpass wurde in den 1930er Jahren umfangreich ausgebaut. Sie führt durch eine typische Dolomitenlandschaft und ist nicht sonderlich stark frequentiert. Von der Passhöhe zweigt noch heute der alte Jochweg von der Straße ab, der zu den Bagni di Val Grande hinabführt.

#### Geschichtliche Bedeutung während der Weltkriege
In der Zeit vor dem Ersten Weltkrieg gehörte das nordwestlich des Kreuzbergpasses liegende Sextental noch zur Monarchie Österreich-Ungarns.
Bereits zu dieser Zeit gab es hier Festungswerke, die den Übergang über den Kreuzbergpass sperren sollten, um einen möglichen italienischen Durchbruch in das mit seiner Bahnlinie (Bau 1871) militärstrategisch wichtige Pustertal zu verhindern. So wurden hier in den Jahren 1885–1889 die beiden Festungswerke Mitterberg und Haideck errichtet. Diese bildeten zusammen mit Kampfanlagen auf den angrenzenden Bergen Innergsell (2065 m) und Hornischegg (2546 m) die sogenannte Sperre Sexten. Zu Beginn des Ersten Weltkriegs zeigte sich jedoch schnell, dass die Sperrwerke – die während ihres Baus noch der damals hochmodernen Technik entsprachen – inzwischen der neu entwickelten Artillerie nicht mehr gewachsen waren. Daher wurden sie desarmiert und die Geschütze in feldmäßige Stellungen verbracht. Die Festung Haideck wurde während der Kampfhandlungen nahezu vollständig zerstört. Mitterberg erhielt allerdings keine schweren Treffer und diente als zusätzlicher Infanteriestützpunkt.

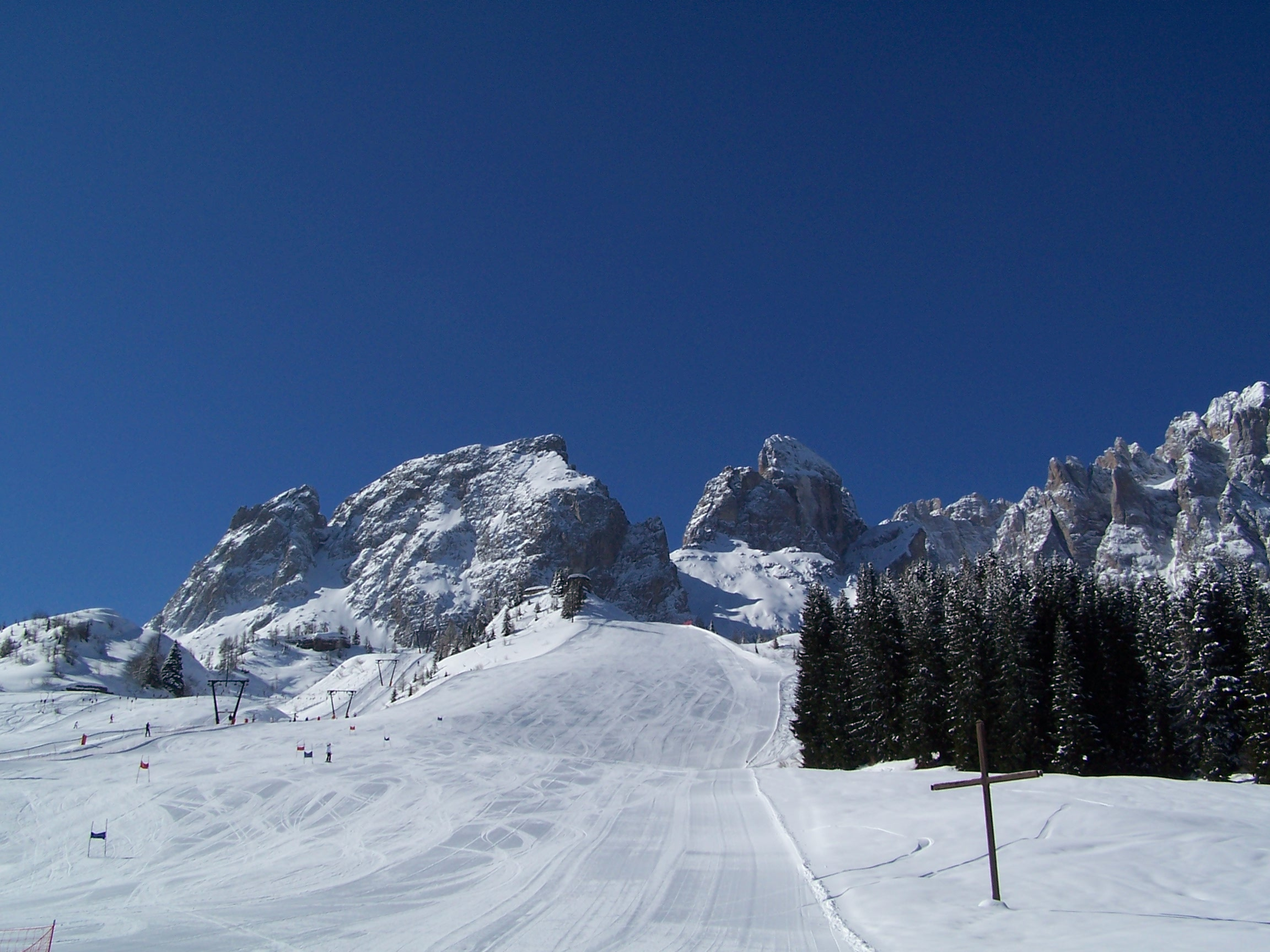
Holzkreuz auf dem Kreuzbergpass

Im Gebirgskrieg 1915–1918 in den Dolomiten mussten beide Kriegsparteien schwere Verluste beklagen.
Auch in der Umgebung des Kreuzbergpasses kam es zu Gefechten. Zum Gedenken an die Toten und Verwundeten ist auf dem Pass ein Holzkreuz errichtet worden. Weiterhin befindet sich an der Straße zwischen Toblach und Cortina d’Ampezzo der sehenswerte Soldatenfriedhof Pustertal. Mit dem Inkrafttreten des Vertrags von Saint-Germain wurde der Kreuzberg 1920 zum inneritalienischen Pass. 
Nach der Machtübernahme Benito Mussolinis in Italien, der Adolf Hitler tief misstraute, wurde die nun so genannte „Linea non mi fido“ weiter ausgebaut.
Zusätzliche Sperranlagen und getarnte Bunkeranlagen wurden angelegt. Diese kamen aber nie zu einer militärischen Bedeutung. Heute sind diese Anlagen teilweise noch optisch gut erhalten und stellen eine kleine Attraktion für militärgeschichtlich interessierte Wanderer dar.

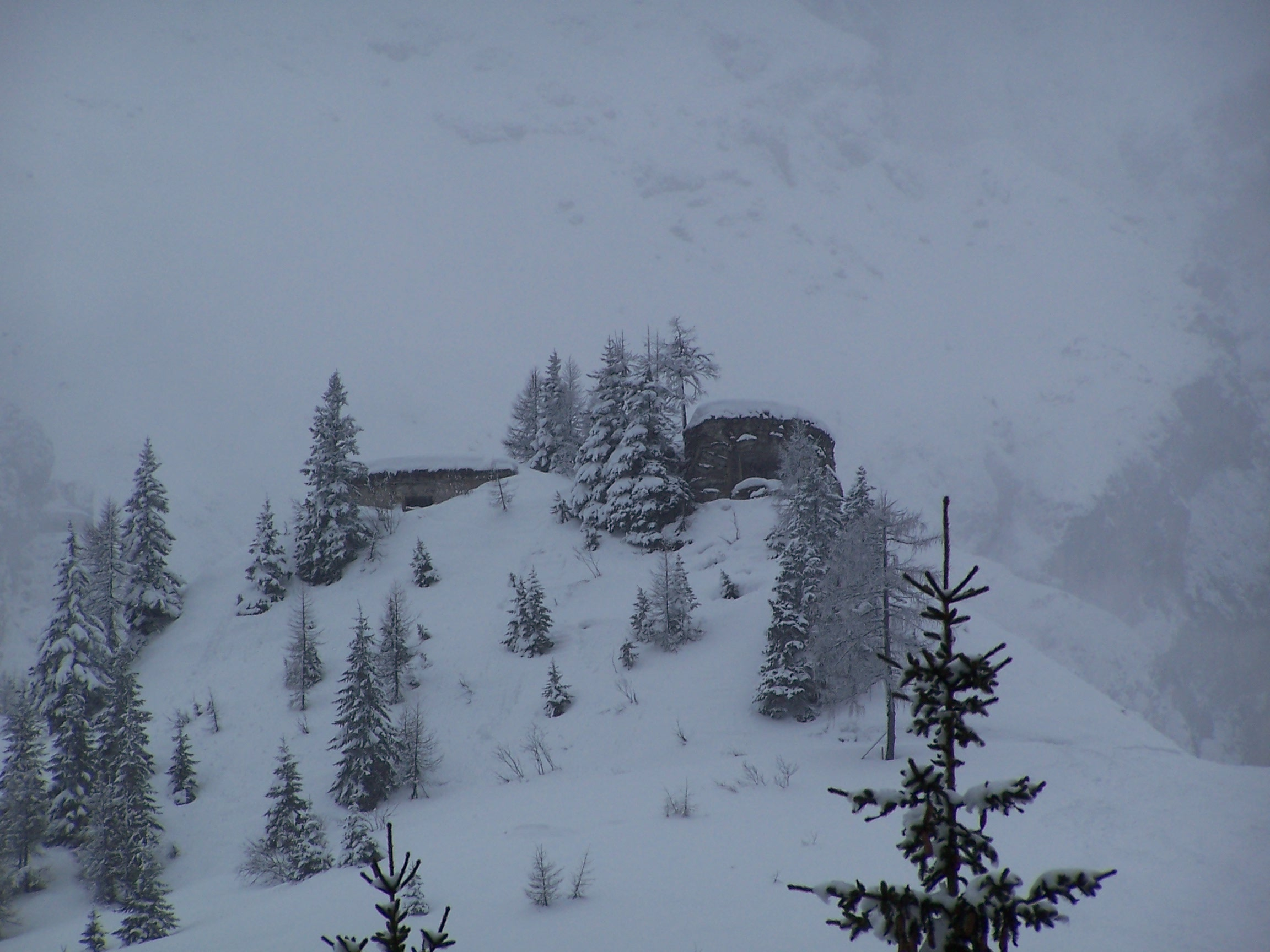
Bunkeranlagen auf dem Kreuzbergpass

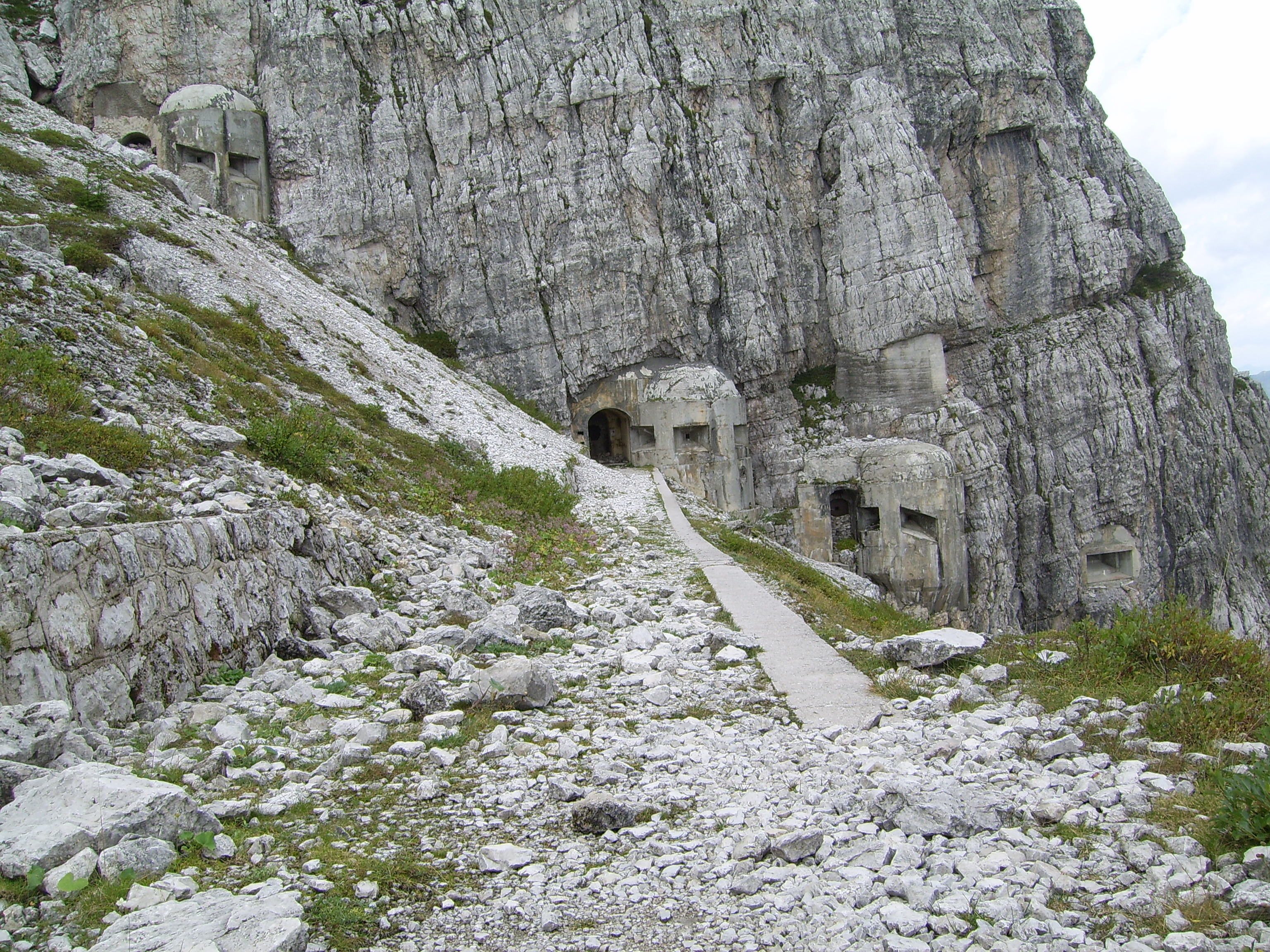
Bunkeranlage Kreuzbergpass

### Gegenwart
Die Skipiste am Fuße der Rotwand ging als Marc-Girardelli-Hang in Anlehnung an den Skifahrer, der regelmäßig sein Trainingslager hier aufschlug, in die FIS-Geschichte ein.